# Heinrich Veith
Heinrich Veith († 10. Mai 1877) war ein deutscher Jurist und Bergrechtler.

## Leben und Werk
Noch als Referendar wurde Veith 1857 aus dem Departement des Appellationsgerichtes Ratibor an das Appellationsgericht Breslau versetzt.
Der Jurist war ab 1860 am Appellationsgericht Breslau als Gerichtsassessor tätig. In dieser Tätigkeit wurde Veith 1866 zum Berghypothekenrichter am Oberbergamt Breslau bestellt.
1867 erfolgte seine Versetzung an das Oberbergamt Halle. Seit 1868 wirkte Veith wieder in der preußischen Justiz als Stadtrichter in Ratibor, ab 1869 dann in Breslau, wo er 1870 seine Ernennung zum Stadtgerichtsrat erhielt. 1874 wurde Veith unter Ernennung zum Oberbergrat als Mitglied an das Oberbergamt Halle berufen.
Bekannt wurde Heinrich Veith durch sein Deutsches Bergwörterbuch, das 1870 (Erste Abteilung A bis K) und 1871 (Zweite Abteilung L bis Z) im Verlag von Wilh. Gottl. Korn zu Breslau erschien.
Das vielfach als Veith bezeichnete Bergwörterbuch stellt eine ausführliche Zusammenstellung des bergmännischen Wortschatzes dar und ist mit ausführlichen Quellen- und Belegangaben untersetzt.
Der Jurist, dessen Absicht ursprünglich darin bestand, eine erläuternde Übersicht der bergrechtlichen Terminologie zu erarbeiten, erkannte dabei, dass dies ohne nähere Erläuterung des bergmännischen und bergtechnischen Vokabulars nicht ausführbar war und eine Übersicht der gesamten bergbaulichen Fachsprache seit den im 16. Jahrhundert erschienenen Werken Georgius Agricolas und dem Schwazer Bergbuch nicht wieder erarbeitet worden war.
Auf Grund des Umfangs des Vokabulars bezeichnete der Autor seine Sammlung als keine erschöpfende und bat seine Leser im Vorwort um Vervollständigung und Verbesserungen. Die von ihm beabsichtigte Herausgabe einer ergänzten Fassung ist wegen seines frühzeitigen Todes nicht zustande gekommen.
Das auch als Reprint (ISBN 3-253-01964-0; ISBN 978-3-253-01964-7) aufgelegte Werk gilt noch heute als ein Standardwerk zur bergmännischen Terminologie.

## Werke
- Deutsches Bergwörterbuch mit Belegen, Verlag von Wilhelm Gottlieb Korn, Breslau 1871, Band 1, Band 2